# Franse parlementsverkiezingen 1967
De Franse parlementsverkiezingen van 1967 vonden op 5 en 12 maart 1967 plaats. Het waren de derde legislatieve verkiezingen ten tijde van de Vijfde Franse Republiek. De verkiezingen werden gewonnen door de Union des républicains de progrès (URP), een partij die het regeringsbeleid van president Charles de Gaulle ondersteunde.

## Uitslagen
| Partij of Coalitie | Partij of Coalitie                                     | 1e ronde   | 1e ronde | 2e ronde | 2e ronde |
| Partij of Coalitie | Partij of Coalitie                                     | Stemmen    | %        | Zetels   | %        |
| ------------------ | ------------------------------------------------------ | ---------- | -------- | -------- | -------- |
|                    | Union des républicains de progrès                      | 8.453.512  | 37,75    | 244      | 50,21    |
|                    | Parti communiste français (PCF)                        | 5.029.808  | 22,46    | 73       | 15,02    |
|                    | Fédération de la gauche démocrate et socialiste (FGDS) | 4.207.166  | 18,79    | 116      | 23,87    |
|                    | Centre démocrate (CD)                                  | 2.864.512  | 12,79    | 27       | 5,56     |
|                    | Parti socialiste unifié (PSU)                          | 506.592    | 2,26     | 4        | 0,82     |
|                    | Overigen                                               | 1.330.967  | 5,95     | 21       | 4,32     |
| Ingeschrevenen     | Ingeschrevenen                                         | 28.291.838 |          |          |          |
| Onthoudingen       | Onthoudingen                                           | 5.404.687  | 19,10    |          |          |
| Opkomst            | Opkomst                                                | 22.887.151 | 80,89    |          |          |
| Blanco en ongeldig | Blanco en ongeldig                                     | 494.834    | 2,16     |          |          |
| Uitkomst           | Uitkomst                                               | 22.392.317 | 79,1     |          |          |

### Samenstelling in deNationale Vergadering
| Groepering          | Leden | Andere fractieleden | Totaal | %     |
| ------------------- | ----- | ------------------- | ------ | ----- |
| UD-Ve               | 180   | 20                  | 200    | 41,15 |
| FGDS                | 116   | 5                   | 121    | 24,90 |
| Communiste          | 71    | 2                   | 73     | 15,02 |
| RI                  | 39    | 3                   | 42     | 08,64 |
| PDM                 | 38    | 3                   | 41     | 08,43 |
| Niet-ingeschrevenen | 9     | -                   | 9      | 01,85 |
| Totaal              | 453   | 33                  | 486    | 100,0 |